# Timajos
Timajos z Tauromenion (gr. Τιμαῖος druga połowa IV w. p.n.e. - pierwsza połowa III w.p.n.e.) – historyk grecki z Sycylii. Syn Andromachosa, założyciela Tauromenionu (dzisiejszej Taorminy). Od 312 p.n.e. przebywał w Atenach jako metojk, prawdopodobnie na skutek zajęcia jego rodzinnego miasta przez Agatoklesa. 
Autor utworu chronograficznego Zwycięzcy olimpijscy (gr. Olympioníkai) oraz Dziejów (gr. Historíai, tytułowanych także: Sprawy Sycylijskie - Italiká kaj Sikeliká) w 38 księgach (zachowanych we fragmentach), poświęconych dziejom Greków na Zachodzie (na Sycylii, w Italii i południowej Galii), słabo w tamtym czasie znanym w reszcie greckiego świata. Początkowe pięć ksiąg było wprowadzeniem geograficzno-etnograficznym opisującym ludy z jakim Grecy zetknęli się na tamtych obszarach, reszta obejmowała historię od czasów mitycznych do roku 264 p.n.e. W utworze tym Timajos dał wyraz swojej nienawiści do tyranii, krytykując zwłaszcza Agatoklesa. Pod koniec życia Timajos stworzył dodatek opisujący wyprawę Pyrrusa do Italii i na Sycylię.
Praca Timajosa szybko stała się popularna i zyskała poważanie, to prawdpopodobnie ona zapoczątkowała praktykę datowania wydarzeń według olimpiad. Także Rzymianie późniejszych czasów docenili jego dzieło (i wykorzystywali je jako źródło we własnej historiografii, tworzonej później), gdyż był jednym z pierwszych historyków, którzy dostrzegli rosnące znaczenie ich miasta. Polibiusz, mimo że w swojej pracy rozpoczął opis historii od momentu zakończenia utworu Timajosa, był ostrym krytykiem autora Dziejów. Zarzucał mu brak doświadczenia politycznego, wojskowego, brak podróży i czerpanie wiedzy wyłącznie z książek (użył określenia: historyk książkowy - bybliakós). Nisko oceniał przemowy, które Timajos władał w usta postaci historycznych, a także opisy bitew, wydaje się jednak, że poza tymi elementami Dzieje były utworem rzetelnym. Z zarzutów Polibiusza wynika, że Timajosa interesowały oprócz badań historycznych także antykwaryczne (poszukiwał m.in. starych inskrypcji w celu wydobycia szczegółowych informacji); była to postawa typowa dla tzw. historyków lokalnych okresu hellenistycznego, którzy opisywali zwykle dzieje jednego polis.